# Туманная поэзия
Туманная поэзия, «мэнлун ши» (朦胧诗), туманные поэты (朦胧诗人, мэнлун шижэнь) — направление в китайской поэзии последней трети XX века. Представители Гу Чэн, Шу Тин, Бэй Дао, Ян Лянь, Цзян Хэ и др. Значительно повлияла на современную китайскую поэзию, в том числе музыкальную.

## История
В период «культурной революции» в Китае большинство творческих людей не могли открыто высказывать свои взгляды и свободно публиковать произведения. Стихи поэтов, которых позже назовут «туманными», распространялись подпольно, в рукописном виде. После смерти Мао Цзэдуна настал период «выправления ошибочного и восстановления правильного». В декабре 1978 года Бэй Дао и Ман Кэ основали неофициальный литературный альманах «Цзиньтянь» («Сегодня»), который выходил по 1980 год.
...«эпоха туманных стихов». В конце семидесятых годов двадцатого века подобно молодым росткам бамбука после весеннего дождя стремительно взросла плеяда молодых поэтов — Ши Чжи, Бэй Дао, Гу Чэн, Шу Тин, и др. Их произведения, полные молодого мятежного напора, одновременно были исполнены тонкой лиричности.
Помимо них к «туманным» поэтам обычно причисляют Хай Цзы, Хуан Юя, Янь Ли, До До, Лян Сяобиня, Ван Сяони, Фу Тяньлинь, Тянь Сяньцина и некоторых других. В ноябре 1985 года вышел сборник «Избранные туманные стихи», ставший своеобразным творческим отчётом поэтов данного направления.
...«туманная поэзия» не имела какой-либо единой организационной формы и не была официально заявленной, однако каждый из поэтов в отдельности проявил некую общность в творческом волеизъявлении и плодах своего искусства, явившись частью исторически сформировавшегося нового поэтического образования.
Уже в 1980-х от «туманных» отделились поэты, которые критиковали это направление. Они провозгласили лозунг «избавимся от туманных стихов!», воплощая в своих произведениях новые
эстетические воззрения.

## Художественные особенности
Несмотря на окончание «культурной революции», цензура в Китае была довольно строгой. Избегая прямых высказываний, туманные поэты использовали иносказания и различные поэтические приёмы, чтобы выразить свои чувства и мысли в стихотворной форме.
...в стихотворениях чётко прослеживаются чувство подавленности, несбывшиеся мечты и надежды, разрушенные идеалы, рухнувшие догмы, ощущение неопределённости, обеспокоенность нестабильностью, тяжёлые воспоминания, но вместе с тем уверенная надежда на светлое будущее, стремление к высоким нравственным идеалам, сопереживание, осознание личной ответственности и значимости для общества.
Принципы творчества «туманных поэтов» были отличны от официального стиля социалистического реализма, принятого тогда в КНР. Они использовали множество метафор, иносказаний, внешнюю загадочность, экспериментировали с рифмой и размером, «с декламационным измерением современной китайской поэзии». Некоторые исследователи считают, что основу формы для многих своих стихов «туманные поэты» заимствовали у поэзии модерна:
...название «туманных стихов» — стихов, которые не так просто понять, ибо истинный смысл их не раскрывается, они в высшей степени загадочны.
...названием она обязана своим пропартийным критикам, считавшим её язык неясным и малодоступным для восприятия  — отчасти, он и был таковым.
Туманные поэты отстаивали право на творческую индивидуальность, право писать о личных переживаниях, отвергали художественную шаблонность.